# Spinalonga
Spinalonga (griechisch Σπιναλόγκα (f. sg.)), offiziell Kalydon (Καλυδών (f. sg.)), ist eine unbewohnte griechische Insel im westlichen Golf von Mirabello. Die Insel zählt zum Gebiet der Ortschaft Elounda der Gemeinde Agios Nikolaos im Nordosten der Insel Kreta. Die im 16. Jahrhundert durch die Venezianer auf Spinalonga errichtete Seefestung ist eines der bedeutendsten Beispiele für die Anwendung des Bastionärsystems im Mittelmeer.

## Etymologie
Laut venezianischen Dokumenten entspringt der Name der Insel aus dem griechischen Satzfragment „στην Ελούντα“ / „stin Elounda“ mit der Bedeutung „nach Elounda“. Die Venezianer waren nicht in der Lage, den Ausdruck zu verstehen, und übertrugen diesen in ihre eigene Sprache. Sie nannten den Ort „spina lunga“ (zu deutsch „langer Dorn“). Obwohl die Insel 1954 wieder ihren antiken Namen Kalydon erhielt, ist die ehemalige Bezeichnung aus der venezianischen Zeit bis heute gebräuchlicher.

## Lage

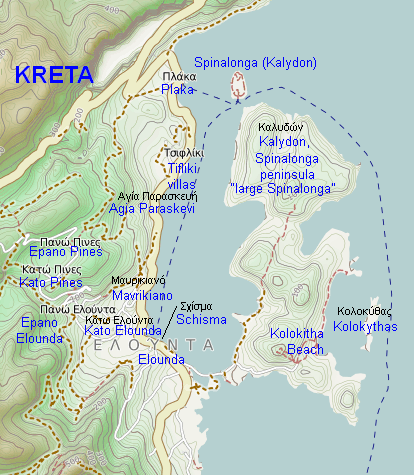
Karte von Elounda, Spinalonga und Umgebung.

Spinalonga liegt in einer strategischen Schlüsselposition am nördlichen Eingang des Golfs von Elounda (κόλπου της Ελούντας) nur 160 m von der Nordküste der gleichnamigen Halbinsel entfernt. Die kürzeste Entfernung zum kleinen Küstenort Plaka beträgt etwa 750 m. Die maximale Länge der Insel beträgt in Nord-Süd-Richtung 440 m, die größte Breite liegt bei 250 m im südlichen Inselteil. Die höchste Erhebung erreicht 53 m.
Die Insel ist mit dem Boot von Agios Nikolaos in einer Stunde zu erreichen, von Elounda in 20 Minuten und von Plaka in 10 Minuten. Es gibt zwei Eingänge nach Spinalonga, das ursprüngliche Haupttor in der Mitte der Westküste der Insel gegenüber von Plaka und einen Tunnel an der Südspitze, der als Dantes Tor bezeichnet wird. An der Südspitze befinden sich touristische Einrichtungen und ein Landungssteg, der Booten als Anlegestelle dient.

## Geschichte
Bereits in der Antike war die Insel zum Schutz des antiken Hafens von Olous befestigt. Während der Besetzung Kretas durch die Araber ab dem 9. Jahrhundert n. Chr. wurde Olous verlassen und der Hafen wurde bis zur venezianischen Herrschaft nur sporadisch genutzt. Die Überlieferung, dass die Insel Anfang des 9. Jahrhunderts als Festung gegen Angriffe der Araber gedient haben soll, ist nicht belegbar.

### Venezianische Herrschaft

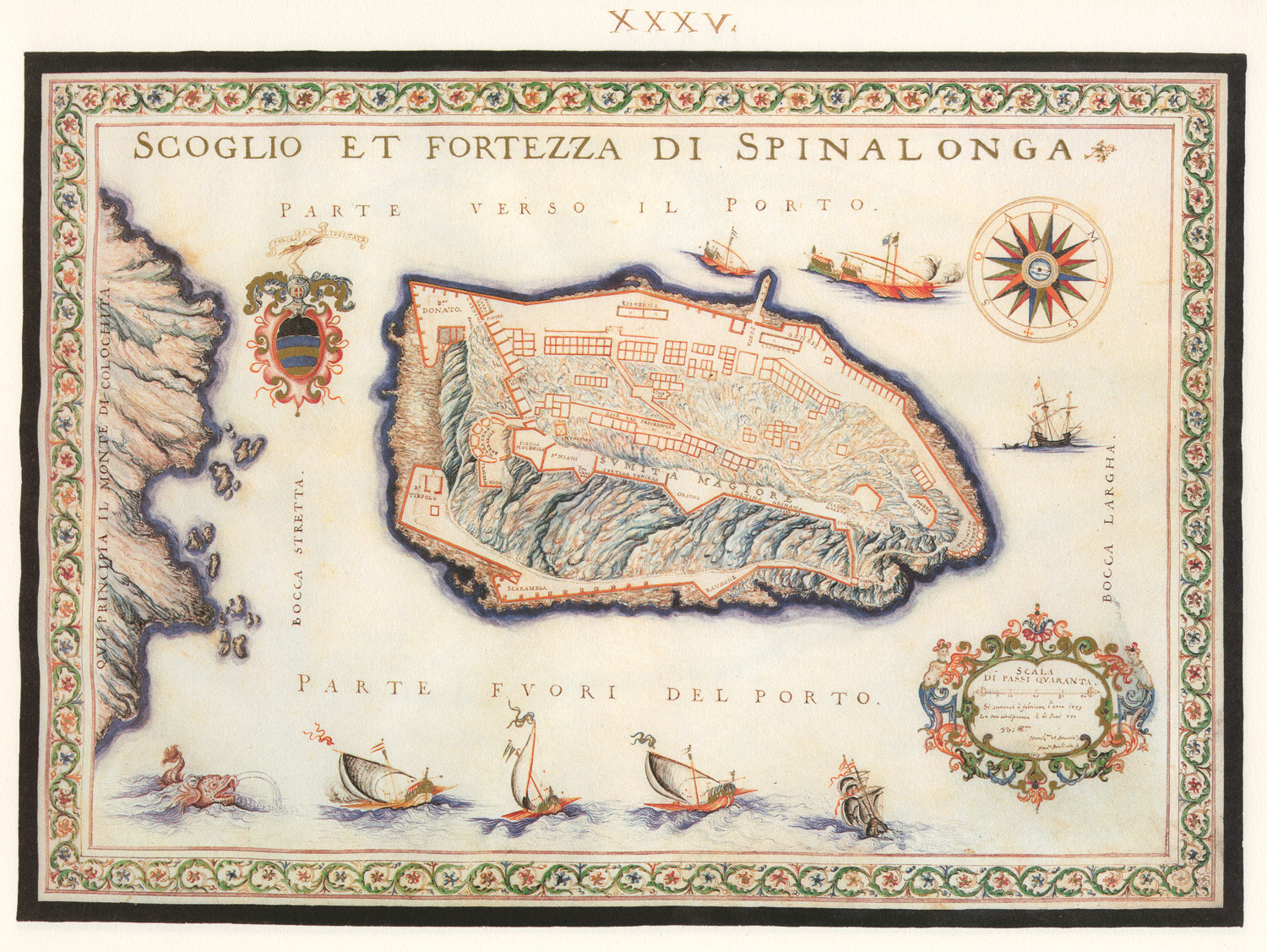
Francesco Basilicata, Der Felsen und die Festung von Spinalonga, 1618.

Auf den alten Ruinen errichteten die Venezianer ab dem späten 16. Jahrhundert eine mächtige Festung. Aufgrund der Eroberung Zyperns durch die Osmanen wurde 1571 vom Venezianischen Senat ein umfangreiches Festungsbauprogramm auf Kreta verabschiedet. Auch der Hafen von Spinalonga sollte durch den Bau einer Festung auf der gleichnamigen Insel vor Angriffen geschützt werden, um den Export von Salz aus den dort angelegten Salinen zu sichern. Die ersten Arbeiten wurden 1578 aufgenommen, als die Planung und Ausführung des Festungsbaus dem Militäringenieur Genese Bressani übertragen wurde. Sein Entwurf enthielt den Bau einer Ringmauer entlang der Küstenlinie und eines Platzes auf dem höchsten Punkt der Insel, der als Artilleriestellung dienen sollte, sowie weiterer Bauten, die aus finanziellen Gründen anfänglich nicht umgesetzt wurden. Der Bau der Ringmauer wurde zwischen 1579 und 1583 von lokalen Arbeitern ausgeführt. In der ersten Bauphase wurde drei Halbbastionen und die Moceniga Demi-lune im Süden sowie die Michiel Demi-Lune an der Nordspitze erstellt. 1584 realisierte der Ingenieur und Militärkommandant Kretas Latino Orsini bei einem Besuch, dass die Insel leicht von den im Süden gelegenen Anhöhen der Spinalonga-Halbinsel angegriffen werden konnte. Er ließ daraufhin zwischen 1585 und 1586 den felsigen Hügelkamm der Insel mit einer Mauer befestigen und verband diese über Traversmauern im Nordosten und Südwesten mit der Ringmauer.
Während der ersten Jahre des Krieges um Kreta (1640–1659) wurde die Verteidigungsanlagen weiter ausgebaut. Unter anderem wurden Erdarbeiten ausgeführt, die Ringmauer vervollständigt und den Befestigungsanlagen Schießscharten hinzugefügt. Bereits ab 1647 wurde Spinalonga ein Zufluchtsort für Flüchtlinge und Rebellen aus dem osmanisch regierten Osten Kretas. Diese verteidigten zusammen mit der venezianischen Garnison die Insel gegen die osmanische Belagerung. Auch nach dem Fall von Candia im Jahre 1669 verblieb Spinalonga, zusammen mit den Inseln Gramvousa und Souda, unter venezianischer Kontrolle. Erst am 4. Oktober 1715 eroberten die Osmanen die Befestigung. Nach einer dreimonatigen Blockade waren die Vorräte der Inselbewohner erschöpft, so dass der venezianische Kommandant Zuan Francesco Giustiniani die Festung an Großadmiral Kapudan Pasha übergeben musste. Der Kapitulationsvertrag sah vor, dass Zivilisten entweder die Insel mit ihrem Hab und Gut verlassen oder als Untertan des Sultans auf der Insel bleiben konnten. Dazu gehörte das Recht der verbleibenden Christen auf der Insel eine orthodoxe Kirche zu unterhalten. Des Weiteren wurde den venezianischen Soldaten ein sicherer Abzug zugesichert. Mit dem Frieden von Passarowitz gelangte Spinalonga 1718 endgültig unter osmanische Kontrolle. Nach Abzug der Venezianer wurden 616 Einwohner inhaftiert und als Sklaven verkauft. Danach begannen sich Muslime auf der Insel anzusiedeln.

### Osmanische Herrschaft

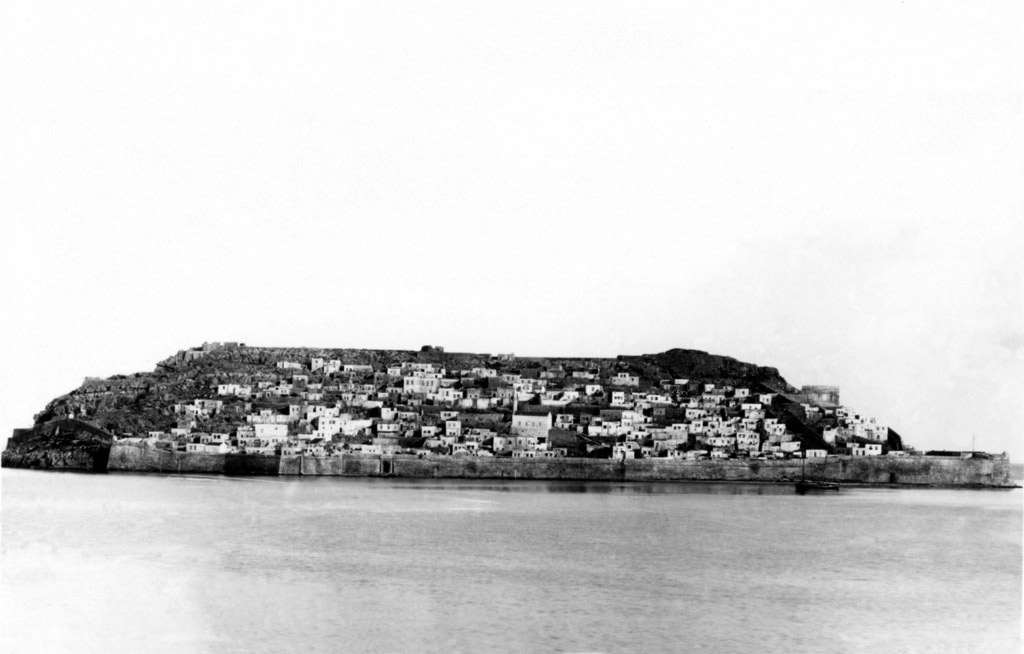
Die Siedlung auf der Westseite von Spinalonga im Jahre 1901. Fotografiert von Giuseppe Gerola.

Zwischen dem 18. und 19. Jahrhundert war die Festung von untergeordneter militärischer Bedeutung. Auf der Insel lebten ungefähr 200 osmanische Soldaten zusammen mit muslimischen Familien, die sich aus Sicherheitsgründen dauerhaft dort angesiedelt hatten. Somit wuchs eine kleine militärische Siedlung heran, die mit dem Ende der osmanischen Herrschaft weiteren muslimischen Familien als Exil diente. 1821 lebten 20 Familien bzw. etwa 250 Personen auf Spinalonga. Ende des 18. Jahrhunderts und in der ersten Hälfte des 19. Jahrhunderts stagnierte die wirtschaftliche Entwicklung der Insel aufgrund der auf Kreta gültigen Handelsbeschränkungen. Die muslimischen Einwohner Spinalongas lebten zurückgezogen auf der Insel, mit wenig Kontakt zur christlichen Bevölkerung auf dem Festland. Im Zuge von Reformen, die im Osmanischen Reich Mitte des 19. Jahrhunderts eingeleitet wurden, gewährte man 1856 dem Hafen von Spinalonga Handelsrechte. Durch den Handelsverkehr im Hafen stieg die Bevölkerungsdichte auf der Insel weiter an. Während des Aufstands der Kreter im Jahr 1878 war Spinalonga einer der wenigen verbliebenen Orte unter osmanischer Kontrolle. 1879 wurde die Insel eine unabhängige Gemeinde und zählte 1112 muslimische Einwohner im Jahr 1881. Während des Türkisch-Griechischen Krieges wurde die Insel am 24. Februar 1897 von griechisch-orthodoxen Aufständischen angegriffen. Nach wenigen Stunden unterband ein französisches Kriegsschiff den Angriff, bei dem die Festung beschädigt, mehrere Gebäude zerstört und etwa 30 Personen verwundet oder getötet wurden. Nach der Errichtung des Kretischen Staates auf Druck der Großmächte Frankreich, Russland, Großbritannien und Italien wurden französische Truppen auf der Insel stationiert. Wohl aufgrund der neuen Verwaltung unter Christen emigrierten viele der muslimischen Bewohner in den Folgejahren nach Kleinasien. Mit der Errichtung einer Leprakolonie mussten die letzten muslimischen Einwohner Spinalonga 1903 verlassen.

### Nutzung als Leprakolonie
Der Kretische Staat beschloss eine Zwangsunterbringung aller Leprakranken Kretas auf Spinalonga. Die ersten 251 Leprakranken kamen am 13. Oktober 1904 auf die Insel. Nach der Vereinigung Kretas mit Griechenland 1913 folgten weitere aus allen Teilen des Landes. Die Leprakranken lebten zunächst unter schwierigsten Bedingungen auf der Insel und bewohnten die alten Häuser der muslimischen Siedlung. Erst in den 1930er Jahren verbesserte sich die Lage aufgrund verschiedener Initiativen. 1935 lebten etwa 300 Patienten auf Spinalonga. Pro Woche verstarb ungefähr ein Patient und ein neuer Patient erreichte die Insel. Mit staatlichen Mitteln wurden 1939 neue Gebäude errichtet und eine Ringstraße um die Insel angelegt. Dabei wurden Teile der Festungsmauer zerstört. Ab 1948 führte die Anwendung neuer Medikamente auf Spinalonga zu erhöhten Heilungsraten. Ab diesem Zeitpunkt durften geheilte Patienten die Insel verlassen. Bis 1957 war Spinalonga Leprastation und damit eine der letzten Leprakolonien Europas. Der letzte Einwohner, ein Priester, verließ die Insel 1962.

### Spinalonga heute

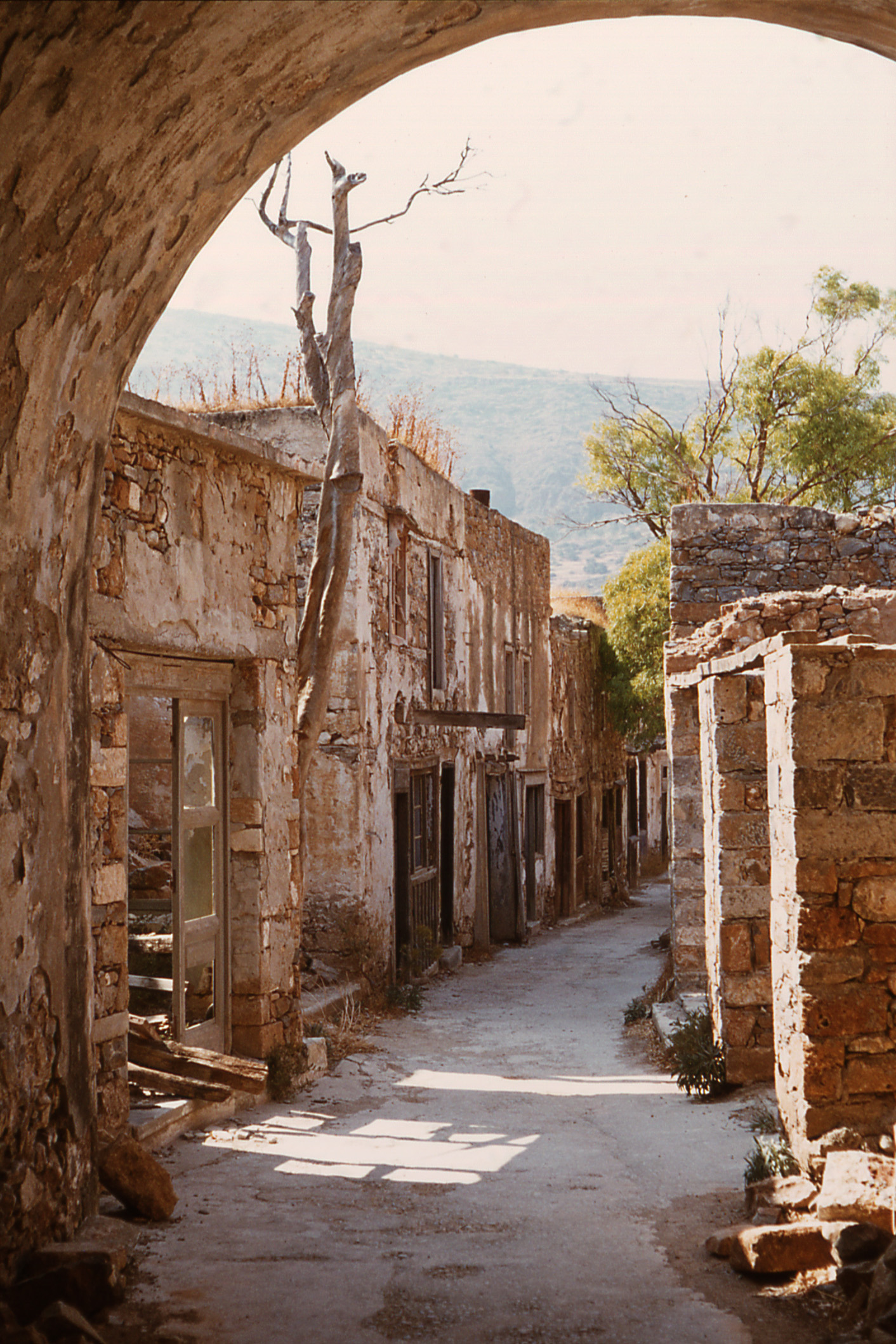
Verfallene Häuser an der Straße im Westen der Insel 1980

Nach der Schließung der Leprakolonie blieb Spinalonga unbewohnt. Die Festung und viele der Gebäude wurden  durch Plünderungen beschädigt. 1963 wurde die Insel der Griechischen Zentrale für Fremdenverkehr unterstellt. In den 1970er Jahren wurde mit der touristischen Erschließung begonnen und der Insel der Status „Archäologische Stätte“ zuerkannt. Die in der Zeit der Leprakolonie errichteten Gebäude wurden zum größten Teil wieder abgerissen und erste Restaurierungsmaßnahmen durchgeführt. Seit 1997 werden mit EU-Mitteln umfangreiche Maßnahmen zur Konservierung und Restaurierung der Festung und der Gebäude finanziert. Heutzutage kann die Insel tagsüber von Anfang April bis Ende Oktober touristisch besichtigt werden.

### Spinalonga in Film und Fernsehen
Spinalonga wurde zum ersten Mal 1957 in The Island of Silence (To Nisi tis Siopis,  Το νησί της σιωπής) von Lila Kourkoulakou (1929–2015) Thema eines Films. The Island of Silence wurde der offizielle Beitrag Griechenlands bei den Internationalen Filmfestspielen von Venedig 1958. Der Film trug maßgeblich dazu bei, dass die Leprakolonie auf Spinalonga geschlossen wurde.
Von 2010 bis 2011 wurde Spinalonga und das Leben der Leprakranken dort zentrales Thema der vom griechischen Fernsehkanal Mega Channel gedrehten Serie To Nisi (Το νησί), basierend auf dem Buch The Island der britischen Autorin Victoria Hislop.